# The Beginning of the End
"The Beginning of the End" é o episódio de estreia da sétima temporada da série de televisão norte-americana de comédia de situação 30 Rock, assim como o 126.° da série em geral. Teve o seu argumento escrito por Jack Burditt, produtor executivo da temporada, e foi realizado por Don Scardino, marcando assim a única vez que um episódio de estreia de temporada não teve o seu enredo escrito por Tina Fey, criadora, produtora executiva, argumentista-chefe e estrela principal do seriado. A sua transmissão nos Estados Unidos ocorreu na noite de 4 de Outubro de 2012 através da rede de televisão National Broadcasting Company (NBC). Dentre os artistas convidados, estão inclusos Kristen Schaal, Maurice Jones e Don Fanelli. O comediante Steve Higgins também fez uma participação interpretando uma versão fictícia de si próprio.
No episódio, quando o TGS with Tracy Jordan (TGS) retorna do seu hiato de fim de temporada, Liz Lemon (interpretada por Fey) toma conhecimento do novo alinhamento de programas surpreendentemente péssimo elaborado pelo seu chefe Jack Donaghy (Alec Baldwin) que, por sua vez, tem um plano secreto que ela acaba por descobrir. Entretanto, Jenna Maroney (Jane Krakowski) prepara-se para ser uma noiva derradeira, escolhendo uma Liz relutante para ser a sua dama-de-honor. Ao mesmo tempo, a dupla de estagiários Kenneth Parcell (Jack McBrayer) e Hazel Wassername (Schaal) convidam o astro de cinema Tracy Jordan (Tracy Morgan) para um jantar no seu apartamento, mas Hazel tem segundas intenções por detrás deste convite.
O título deste episódio é uma referência ao encerramento da série, cuja sétima temporada havia sido anunciada como a sua final. Em geral, "The Beginning of the End" foi recebido com opiniões favoráveis pela crítica especialista em televisão, que elogiou o teor humorístico do seu conteúdo, destacando a trama da personagem Jack. Contudo, alguns analistas criticaram o desempenho de Schaal e refletiram sobre a importância da sua personagem para o seriado. Segundo os dados publicados pelo serviço de mediação de audiências Nielsen Ratings, "The Beginning of the End" foi assistido por uma média de 3 milhões e 402 mil telespectadores norte-americanos durante a sua transmissão original, e recebeu a classificação de 1,4 e quatro de share no perfil demográfico dos telespectadores entre os 18 aos 49 anos de idade, marcando assim a menor audiência para uma estreia de temporada de 30 Rock.

## Produção e desenvolvimento
"The Beginning of the End" é o episódio de estreia da sétima temporada de 30 Rock. O seu argumento foi escrito pelo produtor executivo Jack Burditt, sua 17.ª vez a desempenhar esta função para o seriado, enquanto a realização ficou sob o cargo de Don Scardino, na sua sua 36.ª vez a trabalhar como realizador para a série. Scardino não realizava um episódio de 30 Rock desde a quinta temporada, na qual também assumia função de produtor. Esta foi a primeira vez que um episódio de estreia de temporada não teve o seu guião escrito por Tina Fey — criadora, produtora executiva, argumentista-chefe e atriz principal em 30 Rock. "The Beginning of the End" marcou o retorno de Maulik Pancholy a 30 Rock, que não interpretava a sua personagem Jonathan desde o episódio final da quinta temporada pois havia partido para integrar o elenco da série Whitney. Embora os seus nomes tenham sido listados na sequência de créditos, os atores Scott Adsit e Keith Powell não interpretaram as suas respetivas personagens Pete Hornberger e James "Toofer" Spurlock em "The Beginning of the End."

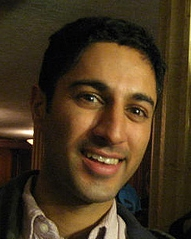
"The Beginning of the End" marcou o retorno de Maulik Pancholy a 30 Rock.

As filmagens para "The Beginning of the End" ocorreram entre 23 a 29 de Agosto de 2012 nos Estúdios Silvercup em Long Island City e no Studio 8H na ilha de Manhattan. As cenas que decorreram no Centro Rockfeller foram filmadas a 28 de Agosto. De modo a antecipar a transmissão do episódio, o Google publicou um vídeo promocional à campanha Go Google a 12 de Setembro de 2012, enquanto a NBC iniciou uma contagem decrescente no Twitter a 20 de Setembro, na qual uma imagem de diversos membros do elenco era publicada diariamente. Uma festa para celebrar a estreia da temporada organizada conjuntamente pela NBC e a Entertainment Weekly, sob patrocínio da Garnier Nutrisse, ocorreu a 3 de Outubro de 2012 em Nova Iorque.
O comediante Steve Higgins fez uma participação especial em "The Beginning of the End" desempenhando uma versão fictícia de si mesmo. Esta seria a sua primeira de três participações na sétima temporada do seriado. Higgins já assumiu a produção e integrou a equipa de argumentistas do Saturday Night Live (SNL), um programa de televisão humorístico norte-americano transmitido pela NBC no qual Fey foi argumentista-chefe entre 1999 e 2006, enquanto Higgings ocupou as suas funções de 1995 a 1997. O SNL tem muitas conexões com 30 Rock, com o seriado sendo muitas vezes visto como um reflexo cómico do SNL, e Liz Lemon como uma versão ficcionada de Fey, encarnando as dificuldades de liderar um programa cómico num ambiente dominado por homens, tal como o seu papel na vida real no SNL. Além disso, vários ex-alunos do SNL já desempenharam papéis importantes ou fizeram participações especiais em 30 Rock, assim como outros membros da equipa. John Lutz, intérprete da personagem John D. Lutz em 30 Rock, foi argumentista do SNL entre 2003 a 2010, enquanto Beth McCarthy-Miller foi realizadora do SNL entre 1995 e 2006, ano no qual juntou-se à equipa de realizadores de 30 Rock. Tanto Tracy Morgan como Fey já integraram o elenco do SNL, com Fey tendo sido ainda a primeira apresentadora feminina do segmento Weekend Update. Alec Baldwin, apesar de nunca ter integrado o elenco do SNL, detém o recorde de ser o anfitrião do programa por mais vezes, com dezassete vezes.
Judah Friedlander, intérprete do argumentista Frank Rossitano em 30 Rock, é conhecido pela sua coleção de chapéus de camionista adornados com vários slogans, frases e palavras. Esta caraterística não é apenas um adereço aleatório, mas sim uma parte integrante da personalidade de Frank e do humor da série. Segundo Friedlander, ele desenha e cria estes chapéus pessoalmente, tendo originado chapéus suficientes para usar um diferente em cada cena de 30 Rock, o que se traduz em cerca de três chapéus por episódio. O conteúdo dos chapéus de Frank reflete frequentemente a sua personalidade sarcástica, interesses peculiares ou referências à cultura popular. Alguns exemplos notáveis incluem erros ortográficos, frases nostálgicas e afirmações bizarras que dão uma ideia do carácter de Frank antes mesmo de ele falar. Ocasionalmente, os chapéus são incorporados no enredo, acrescentando uma camada extra de comédia. A personalidade de Friedlander na vida real também envolve o uso de chapéus semelhantes durante as suas actuações de comédia stand-up. Muitas vezes, ostenta nesses chapéus títulos ou capacidades ultrajantes, como "Campeão do Mundo" em diversas línguas, o que contrasta humoristicamente com o seu comportamento descontraído. Em "The Beginning of the End", Frank usa um boné que lê "Brain Masala." Friedlander afirmou que Frank é baseado em pelo menos dois guionistas com quem trabalhou durante o tempo de Fey no SNL. Embora a aparência de Frank, incluindo os seus chapéus, seja geralmente consistente ao longo da série, houve uma exceção notável na qual ele apareceu sem o seu boné caraterístico e barbeado, mostrando um aspeto drasticamente diferente.

## Enredo
O episódio abre com uma conversa entre Liz Lemon (Tina Fey) e Jack Donaghy (Alec Baldwin), que se encontram na Praça Rockfeller a caminho do trabalho, sobre o hiato do TGS e se ela já conseguiu engravidar ou não. Na entrada do Prédio GE, Jack revela os planos de Hank Hooper (Ken Howard) de se reformar, levando-lhe a iniciar a execução do seu plano de provar aos executivos da NBC que ele deve ser o próximo presidente da emissora. No entanto, Jack anda, na verdade, à procura de uma maneira de separar-se da empresa, criando uma programação horrível para a temporada de outono da NBC de modo a destruir a emissora e forçá-la a ser vendida para qualquer um. O plano de Jack estava a desempenhar-se com sucessos, à medida que estreava programas sem qualidade como o jogo Homonym!; a série God Cop — na qual Jack estrela intencionalmente como Deus — uma hora inteira da banda de Gary Sinise a actuar, e transmissões ininterruptas de jogos de críquete. Liz, sem conhecimento deste plano, diz-lhe que programas como esses não irão salvar a NBC. De princípio, Jack ignora-a, mas acaba admitindo as suas intenções após ela descobrir o plano e confrontar-lhe.
Entretanto, Jenna Maroney (Jane Krakowski) declarou este como o ano do seu casamento e pede a Liz para ser a sua dama-de-honor, ostensivamente porque elas são muito chegadas e também porque Jenna não quer que o evento seja "Pippa Middleton-ado." Liz, insatisfeita por assumir essa responsabilidade, oferece-se para preparar a despedida de solteira, porém, acaba ficando incerta sobre o que planear até ser aconselhada por Tracy Jordan (Tracy Morgan) a sabotar a festa de propósito. No início, ela fica com dúvidas, mas após ver que Jack está a fazer o mesmo com a NBC (através de um comercial para Cricket Night on America), ela decide ir em frente com o plano. Liz organiza a pior despedida de solteira de sempre para que, assim, consiga abandonar a responsabilidade de dama-de-honor. Esta operação revela-se bem-sucedida, convencedo Jenna a ser tanto a noiva como a própria dama-de-honor, o que na realidade encaixa-se completamente com a sua personalidade. Jenna concorda e torna-se na sua própria dama-de-honor.
Ao mesmo tempo, Kenneth Parcell receia não estar deixar a sua namorada Hazel Wassername (Kristen Schaal) feliz. Desesperado, vai ao camarim de Tracy atrás de um conselho. Tracy explica-lhe que as parceiras estão sempre correctas e ir-se-ão embora se forem tratadas de outra maneira. Ao ouvir isto, Kenneth corre e vai ter com Hazel para convecê-la a não se ir embora. Depois disto, como um agradecimento, o casal convida Tracy ao seu apartamento para um jantar que mais tarde revela-se ser um chamariz de Hazel para convencer Tracy a dar-lhe um emprego na sua nova empresa de interpretação. Sem conhecimento disto, Kenneth fica animado e faz os preparativos para o jantar. No meio da ceia, quando Kenneth levanta-se da mesa e vai para a cozinha, Hazel tenta seduzir Tracy, recebendo uma recusa e uma ameaça de exposição completa ao seu namorado. Na manhã seguinte, Tracy cumpre o prometido mas, após ouvir as explicações dos dois, Kenneth fica indeciso e acaba por aceitar ambas histórias.